# Saxophone alto

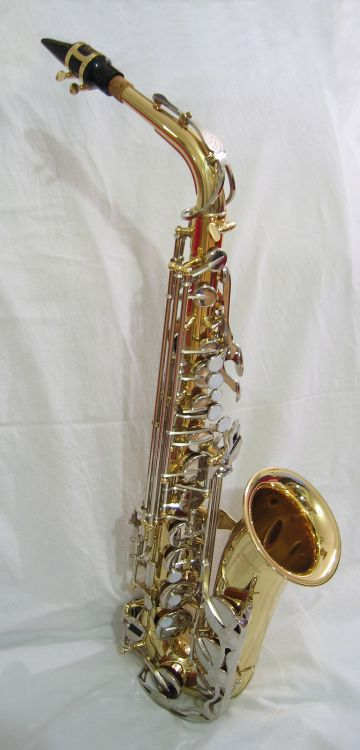
Saxophone alto (modèle Yamaha YAS-25)

Tessiture du Saxophone (notes écrites). En notes entendues, du grave au aigu.

Le saxophone alto est un instrument de musique à vent de la famille des saxophones et des bois, transpositeur à la sixte majeure inférieure (en mi ).
Il est utilisé aussi bien dans le classique ou le jazz, que dans la variété ou la musique contemporaine. Sa tessiture s'étend (notes jouées et non entendues) du Si  grave (sous la portée en clé de sol) au Fa  aigu (au-dessus de cette même portée). Toutefois, certains musiciens parviennent à atteindre des notes supérieures appelées suraiguës, pouvant ainsi gagner une octave, voire plus.

## Répertoire
Le saxophone alto s'est rapidement imposé en musique classique comme le saxophone principal, celui qui est enseigné dans les conservatoires, pour qui sont écrites la plupart des sonates avec piano, et qui participe le plus fréquemment à l'orchestre. Son répertoire est donc considérable.
Il s'ouvre au XIXe siècle par les pièces de concours du Conservatoire de Paris, écrites pour la classe d'Adolphe Sax : Jean-Baptiste Singelée, Hyacinthe Klosé, Jean-Baptiste Arban, Louis Adolphe Mayeur et Jules Demersseman signeront de nombreuses pièces qui lui sont consacrées.
Au début du XXe siècle, c'est pour saxophone alto qu'Elise Hall commande des œuvres à Claude Debussy, Vincent d'Indy, André Caplet ou Florent Schmitt. C'est aussi du saxophone alto que jouent principalement Marcel Mule et Sigurd Rascher, qui créeront respectivement les pièces d'Henri Tomasi, Jeanine Rueff, Alfred Desenclos et Marius Constant pour l'un, et Jacques Ibert, Alexandre Glazounov, Franck Martin, Lars-Erik Larsson et Paul Hindemith pour l'autre.
Enfin, parmi les générations d'élèves des deux maîtres du saxophone, on peut citer Daniel Deffayet, Jean-Marie Londeix, ou John-Edward Kelly, dont l'essentiel de la carrière s'est déroulée au saxophone alto, à une époque où peu de saxophonistes pratiquaient le poly-instrumentisme.
Il serait fastidieux de donner une liste des saxophonistes classiques qui jouent du saxophone alto aujourd'hui : c'est le cas de la grande majorité d'entre eux.
C'est donc plutôt du côté du jazz que l'on recherchera les personnalités plus rares qui pratiquent cet instrument. Citons brièvement : Benny Carter, Johnny Hodges, Charlie Parker, Art Pepper, Paul Desmond, Cannonball Adderley, Ornette Coleman, Eric Dolphy, Steve Coleman, John Zorn, Phil Woods, Maceo Parker.

### Quelques œuvres solo
- Caprice en forme de valse de Paul Bonneau,
- Sonate de Jeanine Rueff,
- Le Frène égaré de François Rossé,
- Balafon de Christian Lauba,
- Sequenza IXb de Luciano Berio,
- Improvisations nos 1, 2 et 3 de Ryo Noda,
- L'air d'ailleurs - bicinium de Fabien Lévy,

### Sonates avec piano
- Hot-sonate d'Erwin Schulhoff
- Sonate de Paul Hindemith
- Scaramouche de Darius Milhaud
- Sonate de Paul Creston
- Sonate de Robert Muczynski
- Sonate d'Edison Denisov
- Quatre haïkus de Sophie Lacaze

### Concertos avec orchestre
- Deux concertos de Paul Gilson
- Rapsodie de Claude Debussy
- Légende d'André Caplet
- Légende de Florent Schmitt
- Concertino da camera de Jacques Ibert
- Ballade de Frank Martin
- Concerto d'Alexandre Glazounov
- Concerto d'Henri Tomasi
- Riti, chemin VII de Luciano Berio